# Pointe Chausenque
Il Pointe Chausenque è una montagna dei Pirenei, facente parte del massiccio del Vignemale: è una delle vette pirenaiche che supera i 3.000 metri.

## Storia e descrizione
La prima ascesa conosciuta del Pointe Chausenque è datata al 30 giugno 1822 ad opera di Vincent de Chausenque, dal quale il monte prende il nome, accompagnato da una guida di Cauterets: la vetta fu raggiunta dal Petit Vignemale, tramite uno stretto bordo che collega i due monti, con un'arrampicata piuttosto delicata.
Il Ponte Chausenque, alto 3.204 metri, si trova nel dipartimento degli Alti Pirenei, ed è la vetta più alta dei Pirenei interamente in territorio francese e non sulla frontiera con la Spagna. Nella parte sud scorre il ghiacciaio d'Ossoue, mentre a nord il ghiacciaio degli Oulettes.